# Karyamukti (Campaka)
Karyamukti is een bestuurslaag in het regentschap Cianjur van de provincie West-Java, Indonesië. Karyamukti telt 4939 inwoners (volkstelling 2010).
Karyamukti staat ook bekend door de ligging van Gunung Padang, een megalithische site.